# Ioan Iacob (avocat)
Ioan Iacob (n. 1876, Peștiș – d. 1951, Beiuș) a fost un deputat în Marea Adunare Națională de la Alba Iulia, organismul legislativ reprezentativ al „tuturor românilor din Transilvania, Banat și Țara Ungurească”, cel care a adoptat hotărârea privind Unirea Transilvaniei cu România, la 1 decembrie 1918.

## Viața
Ioan Iacob a studiat dreptul la Oradea și la Cluj, după care a practicat avocatura în Ceica și Oradea. A fost doctor în drept.

## Activitate politică
Organizează și conduce filiala Ceica a Consiliului Național Român. După 1918 întră în politică ca membru al Partidului Poporului, fiind ales ca deputat în Parlamentul României între anii 1921 și 1922. Este ales din nou ca deputat de Oradia-Mare între anii 1926 și 1927.